# 淤美豆奴神
淤美豆奴神（オミヅヌ、現代仮名遣い：オミズヌ）は、日本神話の神。

## 概要
『古事記』において須佐之男命の4世孫とされ、『日本書紀』には登場しない。粟鹿神社の書物『粟鹿大明神元記』には意弥都奴と記述されている。十七世神（とおまりななよのかみ）の一柱である国津神。
名称や母親の系譜から水にまつわる神と考えられる。「淤」は「大」の音約、「美豆」は「水」、「奴」は「主」で、名義は「偉大な水の主」とされる。
『出雲国風土記』に国引きを行った八束水臣津野命（ヤツカミズオミツノ）の別名として意美豆努命（オミヅヌ）とあることから、この二神は同一神と考えられる。
長浜神社においては八束水臣津野命と淤美豆奴神を別神として扱っており、それぞれ国引きの神、妙見の神として祀っている。
北居都神社（岡山県岡山市東区東平島）では須佐之男命の御子神とされ、弟の衝鉾等乎留比古命と共に開拓神として祀られている。

## 八束水臣津野命
『出雲国風土記』意宇郡の条に記載されている国引き神話の主人公で、風土記の中で須佐能袁命や大穴持命との系譜に関する記述はない。
ただし赤衾伊農意保須美比古佐和気能命という御子神がいるとされる。
八束水臣津野命は「八雲立つ出雲の国は、狭い布のような国であることよ。最初に国を小さく作ってしまった。それ故、作って縫いつけよう」と言った。そして新羅・高志など各地の岬を切り取って綱で引き、繋ぎ合わせて出雲国を大きくしたとされる。
また島根の地名由来や杵築宮の起源としても登場する。

## 系譜

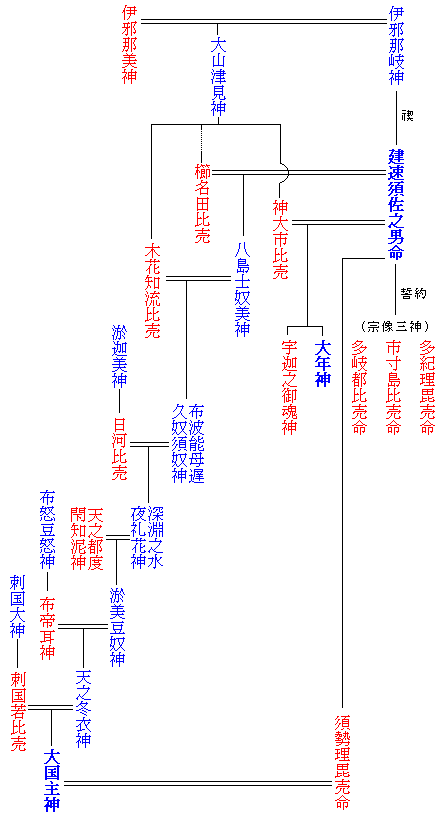
須佐之男命から大国主神までの系図（『古事記』による）。青は男神、赤は女神

深淵之水夜礼花神が天之都度閇知泥神を娶って産んだ神で、布怒豆怒神の娘の布帝耳神を娶って天之冬衣神を産んでいる。
出雲国風土記には赤衾伊農意保須美比古佐和気能命という御子神がいるとされる。
長浜神社では八束水臣津野命と布帝耳神の子とされている。

## 祀る神社
- 長浜神社（島根県出雲市西園町）
- 富神社（島根県出雲市斐川町富村）
- 諏訪神社（島根県出雲市別所町）
- 國村神社（島根県出雲市多伎町久村）
- 須多神社（島根県松江市東出雲町須田）
- 佐比売山神社（島根県大田市鳥井町鳥井）
- 龍岩神社（島根県邑智郡邑南町八色石）
- 北居都神社（岡山県岡山市東区東平島）
- 金持神社（鳥取県日野郡日野町金持）
- 美濃夜神社（三重県津市芸濃町雲林院）